# Michael Wilhelm Schnée
Michael Wilhelm Schnée, död 10 februari 1824 i Stockholm, var en svensk hovmålare och dekorationsmålare.
Han var son till Christian Schnée och dennes hustru. Schnée utförde 1810–1811 tre stycken platådekorationer i små skulpturuppsatser som vid högtidliga tillfällen placerades på den kungliga taffeln. Vid sin död testamenterade han hela sin förmögenhet till Konstakademien med tanke på att akademien skulle kunna inrätta en ritskola på Söder i Stockholm men testamentet överklagades och blev ogiltigförklarat.    